# Ernst Heilmann
Ernst Heilmann, född 13 april 1881 i Berlin, död 3 april 1940 i KZ Buchenwald, var en tysk socialdemokratisk politiker, journalist samt jurist. Under 1900-talet verkade han som journalist för olika socialdemokratiska tidningar. Från 1924 var han ledare för den socialdemokratiska gruppen i det preussiska delstatsparlament. Han var även invald i tyska riksdagen åren 1928–1933.
Heilmann arresterades i juni 1933 efter nazisternas maktövertagande och tillbringade resterande delen av sitt liv i olika koncentrationsläger fram till dess att han mördades med en giftinjektion i lägret Buchenwald 1940.